# Hope (Nou Mèxic)
Hope és una població dels Estats Units a l'estat de Nou Mèxic. Segons el cens del 2000 tenia 107 habitants.

## Demografia
Segons el cens del 2000, Hope tenia 107 habitants, 45 habitatges, i 27 famílies. La densitat de població era de 35,6 habitants per km².
Dels 45 habitatges en un 26,7% hi vivien nens de menys de 18 anys, en un 48,9% hi vivien parelles casades, en un 11,1% dones solteres, i en un 40% no eren unitats familiars. En el 31,1% dels habitatges hi vivien persones soles el 26,7% de les quals corresponia a persones de 65 anys o més que vivien soles. El nombre mitjà de persones vivint en cada habitatge era de 2,38 i el nombre mitjà de persones que vivien en cada família era de 3.
Per edats la població es repartia de la següent manera: un 25,2% tenia menys de 18 anys, un 6,5% entre 18 i 24, un 22,4% entre 25 i 44, un 18,7% de 45 a 60 i un 27,1% 65 anys o més.
L'edat mediana era de 42 anys. Per cada 100 dones de 18 o més anys hi havia 105,1 homes.
La renda mediana per habitatge era de 17.639 $ i la renda mediana per família de 28.750 $. Els homes tenien una renda mediana de 19.583 $ mentre que les dones 43.750 $. La renda per capita de la població era de 12.867 $. Aproximadament el 10,7% de les famílies i el 20,2% de la població estaven per davall del llindar de pobresa.

## Poblacions més properes
El següent diagrama mostra les poblacions més properes.